# Football Club Messina Peloro 2001-2002
Questa voce raccoglie le informazioni riguardanti il Football Club Messina Peloro nelle competizioni ufficiali della stagione 2001-2002.

## Stagione
Nella stagione 2001-2002 il Messina disputa il campionato di Serie B, raccoglie 47 punti con il sedicesimo posto di classifica. Grazie alle due vittorie in coda al campionato, (2-0) al Modena e (1-2) a Crotone, il Messina riesce ad ottenere la salvezza. La squadra peloritana è affidata a Daniele Arrigoni e si capisce subito che ci sarà da lottare per mantenere la categoria. Al termine del girone di andata a gennaio il Messina con 25 punti è in una solida posizione, con otto punti di vantaggio sul Cagliari quart'ultimo. Ma il girone di ritorno non inizia molto bene, il 3 marzo arriva un (1-3) interno contro la Salernitana, Arrigoni passa la mano ad Ernesto Apuzzo, si va a Siena, il Messina perde lo scontro salvezza (1-0) con i toscani, retromarcia della dirigenza giallorossa, viene reintegrato Daniele Arrigoni, e nel finale di campionato si raggiunge l'obiettivo della salvezza. Poi a campionato ultimato, anche la Ternana retrocessa con 45 punti come quart'ultima, sarà ripescata per il fallimento della Fiorentina. Notevole con 18 reti il contributo di Denis Godeas alla salvezza dei giallorossi. Discreto il percorso del Messina nella Coppa Italia dove inserita nel girone 6 di qualificazione, riesce a vincerlo, eliminando Vicenza, Pescara e Crotone, poi nel doppio confronto del Secondo turno supera il Lecce, mentre negli Ottavi di finale viene estromessa dal torneo dal Parma, che a maggio vince la Coppa Italia.

## Rosa
| N. |                    | Ruolo | Calciatore                  |
| -- | ------------------ | ----- | --------------------------- |
| 1  | Italia (bandiera)  | P     | Domenico Cecere             |
| 2  | Italia (bandiera)  | D     | Daniele Portanova           |
| 3  | Italia (bandiera)  | D     | Salvatore Accursi           |
| 4  | Italia (bandiera)  | C     | Fabio Bellotti              |
| 4  | Romania (bandiera) | D     | Daniel Prodan               |
| 5  | Italia (bandiera)  | D     | Giovanni Giuseppe Di Meglio |
| 6  | Italia (bandiera)  | C     | Salvatore Marra             |
| 7  | Italia (bandiera)  | C     | Donato Terrevoli            |
| 7  | Italia (bandiera)  | C     | Davide Tedoldi              |
| 7  | Italia (bandiera)  | A     | Corrado Grabbi              |
| 8  | Italia (bandiera)  | C     | Antonio Obbedio             |
| 9  | Italia (bandiera)  | A     | Luigi Molino                |
| 9  | Italia (bandiera)  | A     | Roberto Magnani             |
| 10 | Italia (bandiera)  | A     | Enrico Buonocore            |
| 11 | Italia (bandiera)  | A     | Denis Godeas                |
| 12 | Italia (bandiera)  | P     | Alessandro Quarta           |
| 13 | Italia (bandiera)  | D     | Salvatore D'Alterio         |
| 14 | Italia (bandiera)  | D     | Alessandro Bertoni          |
| 17 | Italia (bandiera)  | D     | Luigi Corino                |

| N. |                   | Ruolo | Calciatore                 |
| -- | ----------------- | ----- | -------------------------- |
| 18 | Italia (bandiera) | C     | Vincenzo Bevo              |
| 19 | Cile (bandiera)   | A     | Julio Gutiérrez            |
| 20 | Italia (bandiera) | C     | Giuseppe Romano (capitano) |
| 21 | Italia (bandiera) | C     | Sergio Campolo             |
| 22 | Italia (bandiera) | D     | Tommaso Sansone            |
| 23 | Italia (bandiera) | D     | Fabio Di Fausto            |
| 24 | Italia (bandiera) | C     | Carmine Coppola            |
| 25 | Italia (bandiera) | D     | Marco Palma                |
| 26 | Italia (bandiera) | P     | Emanuele Manitta           |
| 28 | Italia (bandiera) | D     | Pietro Sportillo           |
| 30 | Italia (bandiera) | D     | Manuel Milana              |
| 41 | Italia (bandiera) | C     | Salvatore Sullo            |
| 69 | Italia (bandiera) | P     | Vincenzo Marruocco         |
| 71 | Italia (bandiera) | P     | Ivan Aiardi                |
| 73 | Italia (bandiera) | D     | Leo Criaco                 |
| 75 | Italia (bandiera) | A     | Alessandro Iannuzzi        |
| 77 | Italia (bandiera) | A     | Francesco Marra            |
| 78 | Italia (bandiera) | D     | Luca Pinton                |
| 80 | Ghana (bandiera)  | D     | Abdoul Rahman Issah        |

## Risultati

### Campionato

#### Girone di andata
| Cagliari 26 agosto 2001 1ª giornata | Cagliari                  | 0 – 0 | Messina | Stadio Sant'Elia\| Arbitro: \| Dondarini (Finale Emilia) \| |
| Arbitro:                            | Dondarini (Finale Emilia) |       |         |                                                             |

| Arbitro: | Paparesta (Bari) |

|               |           |             |
| Buonocore 72’ | Marcatori | 81’ Miccoli |

| Arbitro: | Bertini (Arezzo) |

|                               |           |  |
| Di Natale 86’ Maccarone 90+2’ | Marcatori |  |

| Arbitro: | Trefoloni (Siena) |

|                 |           |            |
| Gutierrez 90+2’ | Marcatori | 76’ Albino |

| Arbitro: | Tombolini (Ancona) |

|                               |           |  |
| Malagò 11’, 35’ Francioso 25’ | Marcatori |  |

| Messina 30 settembre 2001 6ª giornata | Messina                   | 0 – 0 | Vicenza | Stadio Giovanni Celeste\| Arbitro: \| Dondarini (Finale Emilia) \| |
| Arbitro:                              | Dondarini (Finale Emilia) |       |         |                                                                    |

| Arbitro: | P. Rossi (Ciampino) |

|                  |           |                 |
| Gia. Tedesco 31’ | Marcatori | 57’, 76’ Godeas |

| Arbitro: | Dattilo (Locri) |

|            |           |                            |
| Godeas 62’ | Marcatori | 18’ Bresciani 65’ Zampagna |

| Arbitro: | Collina (Viareggio) |

|                                 |           |  |
| Godeas 34’ (rig.) Buonocore 58’ | Marcatori |  |

| Arbitro: | Dattilo (Locri) |

|                   |           |               |
| Oliveira 49’, 89’ | Marcatori | 57’ Buonocore |

| Arbitro: | Morganti (Ascoli Piceno) |

|                             |           |            |
| Godeas 73’ (rig.), 77’, 88’ | Marcatori | 53’ Mendil |

| Reggio Calabria 21 novembre 2001 12ª giornata | Reggina          | 0 – 0 | Messina | Stadio Oreste Granillo\| Arbitro: \| Rosetti (Torino) \| |
| Arbitro:                                      | Rosetti (Torino) |       |         |                                                          |

| Arbitro: | Dondarini (Finale Emilia) |

|                 |           |               |
| Godeas 41’, 79’ | Marcatori | 59’ Montezine |

| Arbitro: | Palanca (Roma) |

|                              |           |                 |
| V. Riccio 40’ A. Carbone 56’ | Marcatori | 5’ (rig.) Sullo |

| Arbitro: | Morganti (Ascoli Piceno) |

|           |           |            |
| Sullo 40’ | Marcatori | 89’ Flachi |

| Arbitro: | Dattilo (Locri) |

|  |           |               |
|  | Marcatori | 67’ Gutierrez |

| Arbitro: | Dondarini (Finale Emilia) |

|             |           |                         |
| Accursi 11’ | Marcatori | 39’ De Rosa 49’ Spinesi |

| Arbitro: | Collina (Viareggio) |

|            |           |               |
| Pasino 14’ | Marcatori | 82’ Gutierrez |

| Arbitro: | Castellani (Verona) |

|                                                  |           |  |
| Sullo 24’, 45+1’ Godeas 52’ (rig.) Sportillo 84’ | Marcatori |  |

#### Girone di ritorno
| Arbitro: | Preschern (Mestre) |

|  |           |                  |
|  | Marcatori | 50’, 90+4’ Suazo |

| Arbitro: | Castellani (Verona) |

|                      |           |                            |
| Miccoli 8’ Medri 11’ | Marcatori | 14’ Gutierrez 90’ S. Marra |

| Arbitro: | Racalbuto (Gallarate) |

|           |           |  |
| Godeas 4’ | Marcatori |  |

| Arbitro: | Dattilo (Locri) |

|             |           |            |
| Ambrosi 18’ | Marcatori | 76’ Godeas |

| Messina 17 febbraio 2002 24ª giornata | Messina                   | 0 – 0 | Genoa | Stadio Giovanni Celeste\| Arbitro: \| Dondarini (Finale Emilia) \| |
| Arbitro:                              | Dondarini (Finale Emilia) |       |       |                                                                    |

| Arbitro: | Cannella (Palermo) |

|                               |           |                         |
| Della Morte 7’ Ambrosetti 21’ | Marcatori | 71’ Godeas 90+2’ Prodan |

| Arbitro: | Saccani (Mantova) |

|              |           |                                             |
| Grabbi 45+1’ | Marcatori | 71’ Bellotto 82’ Gia. Tedesco 86’ Vignaroli |

| Arbitro: | Castellani (Verona) |

|                   |           |  |
| F. Caracciolo 59’ | Marcatori |  |

| Arbitro: | Dondarini (Finale Emilia) |

|            |           |  |
| Guidoni 7’ | Marcatori |  |

| Arbitro: | De Santis (Tivoli) |

|                   |           |                |
| Godeas 48’ (rig.) | Marcatori | 83’ Allegretti |

| Cosenza 7 aprile 2002 30ª giornata | Cosenza             | 0 – 0 | Messina | Stadio San Vito\| Arbitro: \| P. Rossi (Ciampino) \| |
| Arbitro:                           | P. Rossi (Ciampino) |       |         |                                                      |

| Arbitro: | Treossi (Forlì) |

|            |           |  |
| Godeas 57’ | Marcatori |  |

| Arbitro: | Tombolini (Ancona) |

|           |           |  |
| Luppi 19’ | Marcatori |  |

| Arbitro: | Cruciani (Pesaro) |

|              |           |                |
| Iannuzzi 38’ | Marcatori | 69’ Muslimovic |

| Arbitro: | Preschern (Mestre) |

|                         |           |              |
| M. Conte 50’ Flachi 68’ | Marcatori | 81’ F. Marra |

| Arbitro: | Tombolini (Ancona) |

|                     |           |                  |
| Sullo 41’, 65’, 77’ | Marcatori | 87’ Martusciello |

| Arbitro: | Braschi (Prato) |

|                                  |           |              |
| Anaclerio 45’, 85’ Spinesi 90+1’ | Marcatori | 72’ Iannuzzi |

| Arbitro: | Trentalange (Torino) |

|                     |           |  |
| Sullo 6’ Grabbi 65’ | Marcatori |  |

| Arbitro: | Rodomonti (Teramo) |

|            |           |                |
| Sculli 19’ | Marcatori | 5’, 27’ Grabbi |

### Coppa Italia

#### Girone 6
| Arbitro: | Morganti (Ascoli Piceno) |

|  |           |                                 |
|  | Marcatori | 51’ Sullo 55’ Godeas 63’ Milana |

| Arbitro: | P. Rossi (Ciampino) |

|            |           |  |
| Godeas 57’ | Marcatori |  |

| Messina 29 agosto 2001 3ª giornata | Messina          | 0 – 0 | Vicenza | Stadio Giovanni Celeste\| Arbitro: \| Nucini (Bergamo) \| |
| Arbitro:                           | Nucini (Bergamo) |       |         |                                                           |

#### Secondo turno
| Arbitro: | Gabriele (frosinone) |

|                           |           |               |
| F. Marra 14’ S. Marra 78’ | Marcatori | 43’ Cimirotic |

| Arbitro: | Preschern (Mestre) |

|             |           |                                     |
| Superbi 62’ | Marcatori | 17’ Bellotti 55’ Sullo 86’ Iannuzzi |

#### Ottavi di finale
| Arbitro: | Paparesta (Bari) |

|  |           |                        |
|  | Marcatori | 13’ Di Vaio 37’ Micoud |

| Arbitro: | Rizzoli (Bologna) |

|                      |           |                           |
| Milosevic 54’ (rig.) | Marcatori | 13’ Godeas 90+1’ Iannuzzi |